# Abbaye Notre-Dame de la Joie

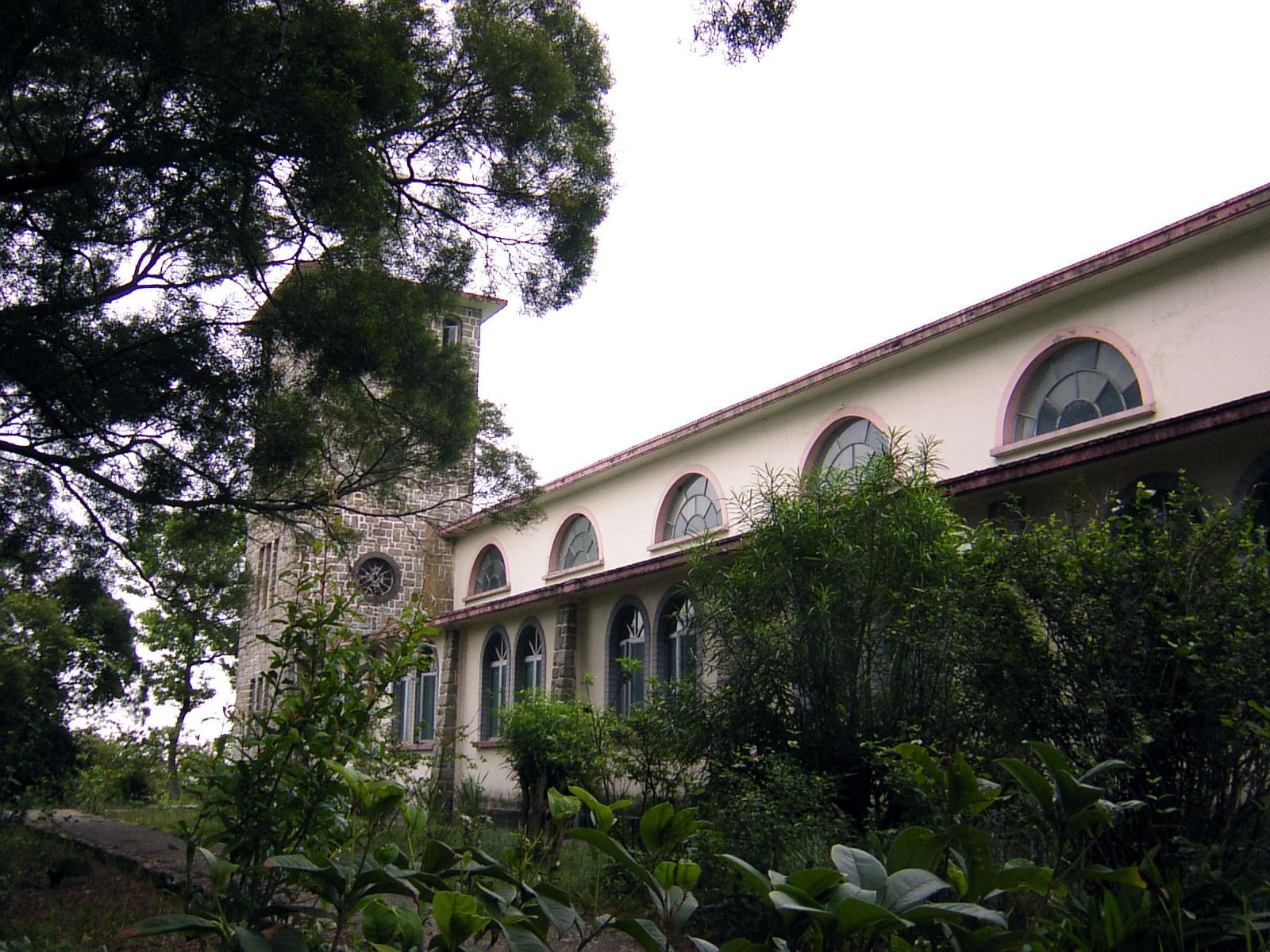
L'abbaye Notre-Dame de la Joie, à Lantau, Hong-Kong

Pour les articles homonymes, voir Notre-Dame-de-la-Joie.
Ne doit pas être confondu avec Abbaye de la Joie Notre-Dame.
L'Abbaye Notre-Dame de la Joie (chinois traditionnel : 熙篤會神樂院 ou 聖母神樂院) est un monastère de moines cisterciens-trappistes sis à Tai Shui Hang sur l'île de Lantau à Hong Kong. Fondé en 1928 en Chine continentale il est canoniquement transféré à Hong-Kong après la révolution chinoise de 1949. Le monastère porte ce nouveau nom depuis le 15 janvier 2000.
Connu localement comme Trappist Haven Monastery, le monastère est situé dans un endroit assez isolé de l'île, à mi-chemin entre Discovery Bay et Mui Wo. Il est accessible via un chemin de randonnée ou par ferry depuis l'île de Peng Chau.

## Histoire
Un groupe de moines issus de l’abbaye Notre-Dame-de-la-Consolation établie à Yangjiaping (Nord-Ouest de Pékin) - le monastère trappiste d’Asie le plus ancien, fondé par Dom Vital Lehodey, abbé de Bricquebec – fonde le prieuré Notre-Dame-de-la-joie en 1928, également en Chine continentale.
En 1937, le prieuré est occupé par les Japonais qui y commettent des exactions. Plusieurs moines sont emprisonnés ou assassinés, de même que l’évêque de Zhengdingfu.
Avec l’avancée de l’armée révolutionnaire chinoise, la communauté quitte les lieux pour s’installer à Xindu, comté sous l'administration de Chengdu, capitale du Sichuan. Les bâtiments sont confisqués par les révolutionnaires communistes qui en laissent une partie à la disposition des moines âges et malades. La vie monastique régulière y continue malgré les difficultés. Une grande partie des moines de Sichuan sont envoyés par leur prieur à l’abbaye Notre-Dame-des-Prairies au Canada.
La vie étant de plus en plus difficile sous le nouveau gouvernement communiste chinois la communauté décide en 1950 de déménager et se réunir à Hong-Kong. En 1951, le gouvernement (anglais) de Hong-Kong leur cède 53 hectares dans un endroit isolé sur l’île de Lantau

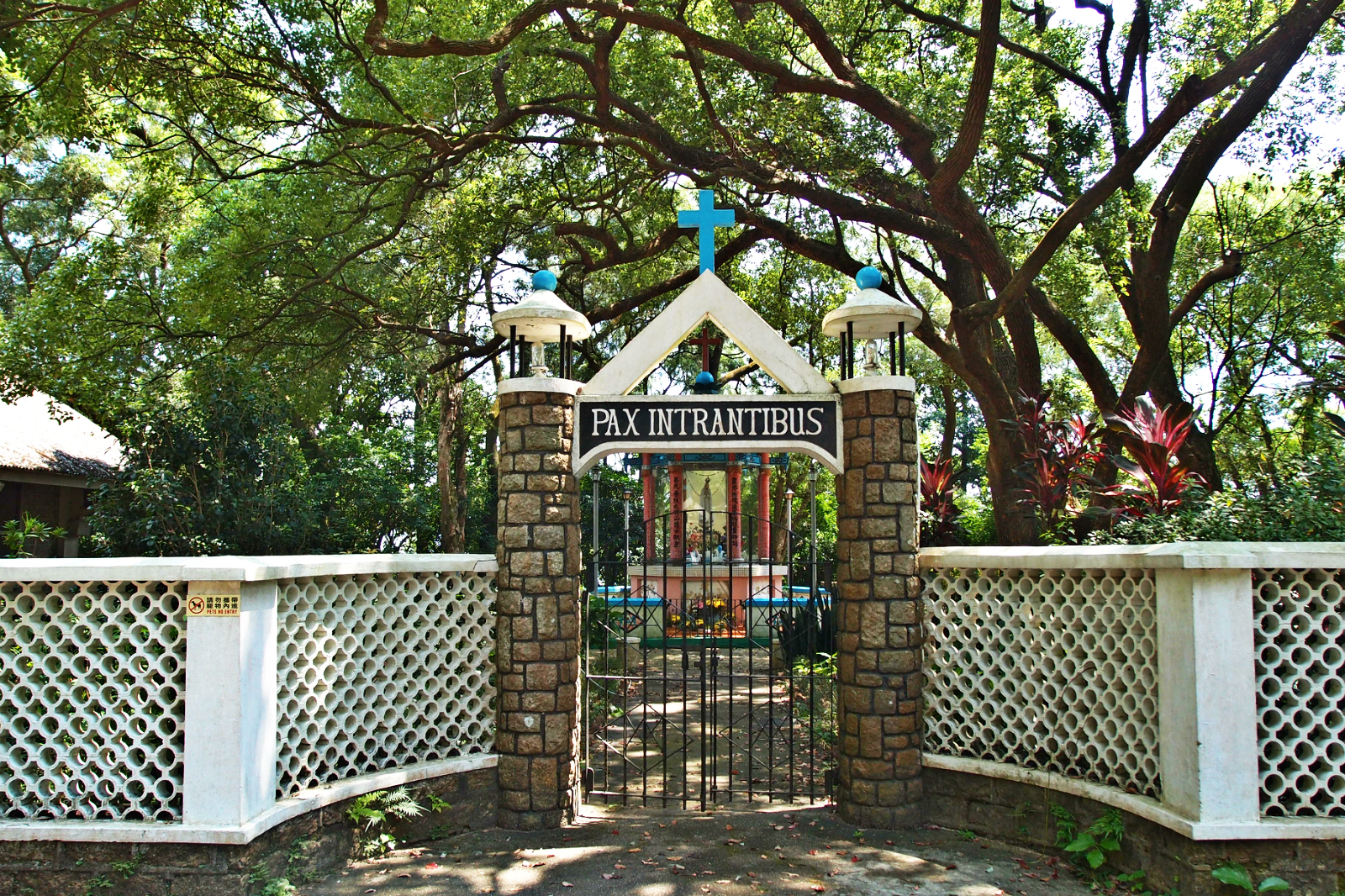
Entrée de l'abbaye: «paix à ceux qui entrent»

La construction du nouveau monastère commence dès que c’est possible. Les moines envoyés au Canada rejoignent la communauté en 1953. La première pierre de l’église abbatiale est posée en 1955 et, la même année, la communauté est « canoniquement » transférée à Lantau. L’église est consacrée le 19 février 1956.
En 1999, le prieuré est officiellement érigé en abbaye par les autorités de l’ordre cistercien-trappiste. Le père Clément Kong en est le premier abbé.

## Ressources
Fidèles à la règle de Saint-Benoît qui insiste autant sur l’importance du travail manuel que la pratique de l’office divin (ora et labora) les moines travaillent pour leur subsistance quotidienne. La ferme et laiterie créées dès l’implantation de l’abbaye à Lantau produisent un lait de qualité, bien connu à Hong-Kong sous le nom de Lait de la Croix (chinois 十字牌牛奶) ou Lait du Prêtre (神父牌牛奶). La laiterie a pris de l’extension et, outre les moines, occupe plusieurs employés laïcs.
La boulangerie occupe six moines trois jours par semaine. Le jardin potager, quatre ou cinq moines. Quelques moines sont engagés dans la traduction en chinois et publication d’auteurs spirituels cisterciens. Les autres s’occupent de l’entretien du monastère avec cuisine et autres services de communauté.
L’hôtellerie du monastère compte huit chambres. Une ancienne grange aménagée en dortoir peut recevoir des groupes de jeunes en séjour de week-end.